# Der Salpeterkrieg
Der Salpeterkrieg (Originaltitel: Caliche sangriento = Blutiger Salpeter) ist ein chilenischer Spielfilm aus dem Jahr 1969 und der erste Film von Helvio Soto. Die Handlung spielt 1879/80 während des Salpeterkrieges, in dem Chile, Bolivien und Peru um die Kontrolle über die Salpetervorkommen in der Atacamawüste kämpften. Die deutsche Erstausstrahlung erfolgte am 6. Juli 1971 auf ARD.

## Handlung
Unter der Führung eines Hauptmanns, eines Berufsoffiziers, marschiert eine Gruppe von 17 chilenischen Soldaten 1880 durch die Wüste zwischen den peruanischen Städten Ilo und Moquegua, um Anschluss an die chilenischen Truppen zu finden, die Tacna angreifen wollen, das Hauptquartier der vereinigten peruanisch-bolivianischen Truppen. Während der Hauptmann strikte Disziplin verlangt, wird die Gruppe nach und nach durch das heiße Klima, Durst, die Eintönigkeit der Landschaft und Angriffe des Gegners demoralisiert und dezimiert.

## Kritik
„Im Stil eines Western inszenierter Erstlingsfilm, der die Grausamkeit und Unsinnigkeit des Krieges anprangert; zugleich ein Aufruf zur Solidarität der Völker Südamerikas.“